# Comuna Färgelanda
Färgelanda (Färgelanda kommun) este o comună din comitatul Västra Götalands län, Suedia, cu o populație de 6.520 locuitori (2013).

## Geografie

### Zone urbane
Lista celor mai mari zone urbane din comună (anul 2015) conform Biroului Central de Statistică al Suediei:
| Nr | Zona urbană | Pop.  |
| -- | ----------- | ----- |
| 1  | Färgelanda  | 1.986 |
| 2  | Högsäter    | 715   |
| 3  | Ödeborg     | 589   |
| 4  | Stigen      | 463   |

## Demografie
| \| Evoluția demografică în comuna Färgelanda, 1970–2015 \| Evoluția demografică în comuna Färgelanda, 1970–2015 \| Evoluția demografică în comuna Färgelanda, 1970–2015 \| Evoluția demografică în comuna Färgelanda, 1970–2015 \| Evoluția demografică în comuna Färgelanda, 1970–2015 \| \| ----------------------------------------------------------------------------------------------------- \| ---------------------------------------------------- \| ---------------------------------------------------- \| ---------------------------------------------------- \| ---------------------------------------------------- \| \| An \| \| \| Locuitori \| \| \| 1970 \| 1970 \| \| 6285 \| 6285 \| \| 1975 \| 1975 \| \| 6903 \| 6903 \| \| 1980 \| 1980 \| \| 7373 \| 7373 \| \| 1985 \| 1985 \| \| 7411 \| 7411 \| \| 1990 \| 1990 \| \| 7580 \| 7580 \| \| 1995 \| 1995 \| \| 7420 \| 7420 \| \| 2000 \| 2000 \| \| 7020 \| 7020 \| \| 2005 \| 2005 \| \| 6824 \| 6824 \| \| 2010 \| 2010 \| \| 6654 \| 6654 \| \| 2015 \| 2015 \| \| 6495 \| 6495 \| \| Sursa: SCB - Statistika Centralbyrån, Folkmängd efter region, civilstånd, ålder och kön. År 1968–2016 \| \| \| \| \| |      |  |           |      |
| Evoluția demografică în comuna Färgelanda, 1970–2015 |      |  |           |      |
| An |      |  | Locuitori |      |
| 1970 | 1970 |  | 6285      | 6285 |
| 1975 | 1975 |  | 6903      | 6903 |
| 1980 | 1980 |  | 7373      | 7373 |
| 1985 | 1985 |  | 7411      | 7411 |
| 1990 | 1990 |  | 7580      | 7580 |
| 1995 | 1995 |  | 7420      | 7420 |
| 2000 | 2000 |  | 7020      | 7020 |
| 2005 | 2005 |  | 6824      | 6824 |
| 2010 | 2010 |  | 6654      | 6654 |
| 2015 | 2015 |  | 6495      | 6495 |
| Sursa: SCB - Statistika Centralbyrån, Folkmängd efter region, civilstånd, ålder och kön. År 1968–2016 |      |  |           |      |